# Andrew Oldcorn
Andrew Oldcorn (* 31. März 1960 in Bolton, Lancashire, England) ist ein für Schottland spielender Berufsgolfer der European Seniors Tour.

## Werdegang
Er wuchs im schottischen Edinburgh auf. Nach einer erfolgreichen Amateurkarriere mit dem Gewinn der English Amateur Championship 1982 und der Berufung in die Mannschaft von Großbritannien und Irland beim Walker Cup 1983 – wobei er alle seine vier Matches siegreich gestaltete – wurde Oldcorn im selben Jahr Berufsgolfer.
Er gewann 1983 die Tour School und qualifizierte sich damit eindrucksvoll für die European Tour. Oldcorn erkrankte für zwei Jahre am Chronischen Fatigue-Syndrom, bevor er in den 1990er Jahren seine Form wieder fand und bislang drei Turniersiege auf der European Tour verzeichnen konnte. Der prestigeträchtigste Erfolg kam 2001 mit dem Gewinn der Volvo PGA Championship vor Ángel Cabrera und Nick Faldo.
Andrew Oldcorn ist seit 1999 mit seiner Frau Kirstin verheiratet. Die beiden haben zwei Kinder und leben in Edinburgh. Er zählt zu den beliebten Spieler auf der Tour und ist auch immer öfter als Co-Kommentator bei Fernsehübertragungen von großen Golfturnieren zu hören.

## European Tour Siege
- 1993 Turespana Masters Open de Andalucia
- 1995 DHL Jersey Open
- 2001 Volvo PGA Championship

## European Seniors Tour Siege
- 2011 De Vere Club PGA Seniors Championship
- 2016 WINSTONgolf Senior Open

## Andere Turniersiege
Amateur
- 1979 Scottish Youths Amateur Open Stroke Play Championship
- 1982 English Amateur Championship

Professional
- 1993 Sunderland of Scotland Masters

## Teilnahmen an Teambewerben
Amateur
- Eisenhower Trophy: 1982
- Walker Cup: 1983

Professional
- Seve Trophy: 2002 (Sieger)